# آرمینه هاروتیونیان
آرمینه هاروتیونیان (ارمنی: Նայիրի Տէր-Մկրտիչեան؛ زادهٔ ۲۹ ژانویهٔ ۲۰۰۰) بازیکن فوتبال در پست دروازه‌بان اهل ارمنستان است.

## باشگاهی
از باشگاه‌هایی که در آن بازی کرده‌است می‌توان به باشگاه فوتبال زنان آلاشکرت و باشگاه فوتبال زنان پیونیک اشاره کرد.

## تیم ملی
وی همچنین در تیم ملی فوتبال زنان ارمنستان بازی کرده‌است.